# Organização dos Países Árabes Exportadores de Petróleo

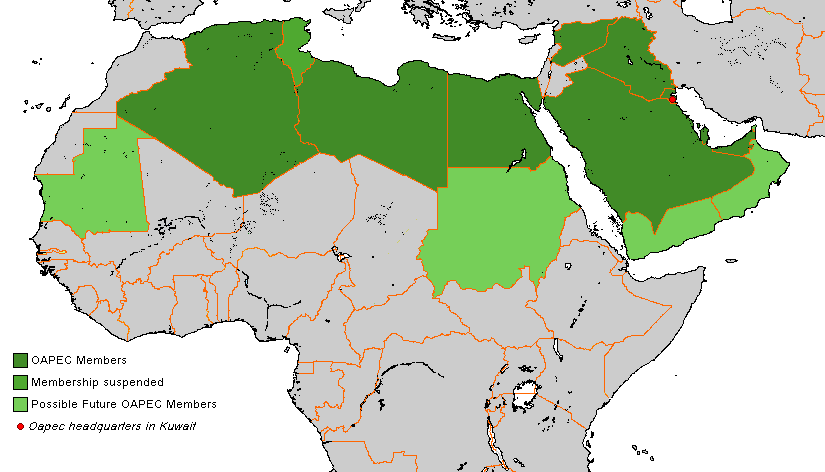

A Organização dos Países Árabes Exportadores de Petróleo (OPAEP, em inglês: Organization of Arab Petroleum Exporting Countries, OAPEC) foi criada em 1968 com sede permanente no Kuwait. É um instrumento da cooperação árabe cujo objetivo é prover suporte à indústria árabe de petróleo. Suas atividades são restritas aos países árabes que possuem o petróleo como principal contribuinte ao seu PNB. Reuniões são realizadas a cada quatro anos entre os países-membros.
Os países-membros dessa organização são: 
- Argélia
- Bahrein
- Egito
- Iraque
- Kuwait
- Líbia
- Catar
- Arábia Saudita
- Síria
- Tunísia
- Emirados Árabes Unidos